# جسم جاسئ

يُحدَّد موضع الجسم الصلب من خلال موضع مركز كتلته ومن خلال وضعه (ستة مَعْلَمَات على الأقل في المجموع).

الجسم الجاسئ في الفيزياء هو الحالة المثالية لجسم صلب متناهي الأبعاد تعتبر التشوهات فيه مهملة. وبعبارة أخرى، المسافة بين أية نقطتين في الجسم الجاسئ تبقى ثابتة عبر الزمن بغض النظر عن القوى الخارجية المطبقة عليه. بالرغم من أن هذا الجسم غير موجود فيزيائياً بسبب النسبية، فإن الأجسام بشكل طبيعي يمكن أن يفترض على أنها جاسئة بشكل تام إذا كانت لا تتحرك بالقرب من سرعة الضوء.
عادة ما يُعْتَبَر الجسم الجاسئ في الميكانيك التقليدي على أنه توزع مستمر للكتلة، بينما في الميكانيك الكمي نقصد بالجسم الجاسئ عادة مجموعة من كتل النقاط.

## في مجال علم التحريك

### الموضع الخطي والزاويّ
موضع الجسم الجاسئ هو موضع جميع الحبيبات التي تؤلفه. موضع الجسم ككل محدد بواسطة:
1. الموضع الخطي : أي موضع إحدى حبيبات الجسم والمختارة بشكل خاص كنقطة مرجعية (على سبيل المثال مركز كتلته أو مبدأ إحداثيات الجملة المثبتة إلى الجسم)، بالإضافة إلى
2. الموضع الزاويّ : أي اتجاه الجسم في الفراغ.

### السرعة الخطية والزاويّة
السرعة الخطية للجسم الجاسئ هي كمية شعاعية، مساوية لمعدل التغير عبر الزمن لموضعه الخطي. وبالتالي فإنها سرعة النقطة المرجعية المثبتة إلى الجسم. خلال حركة انتقالية صافية (بدون دوران) تتحرك كل النقاط على الجسم الجاسئ بنفس السرعة. عندما تشتمل الحركة على الدوران, لن تكون السرعة الآنية لأي نقطتين من الجسم متساوية. سيكون للنقطتين نفس السرعة الآنية فقط إذا كانتا على نفس المحور الموازي لمحور الدوران الآني.
السرعة الزاوية هي كمية شعاعية تصف السرعة التي عندها يتغير اتجاه الجسم الجاسئ والمحور الآني الذي يدور حوله. تتعرض كل نقاط الجسم الجاسئ لنفس السرعة الزاوية بتغير الزمن.أثناء حركة دورانية صافية، تغير كل نقاط الجسم الجاسئ من موضعها عدا تلك الواقعة على المحور الآني للدوران. العلاقة بين الاتجاه والسرعة الزاوية لا تحاكي بشكل مباشر العلاقة بين الموضع الخطي والسرعة الخطية، فالسرعة الزاويّة ليست معدل تغير الاتجاه عبر الزمن لأنه لا يوجد مثل هذا المبدأ لمفاضلة شعاع الاتجاه من أجل الحصول على السرعة الزاويّة.

## في مجال علم الحركة
يمكن استخدام أية نقطة متصلة بالجسم الجاسئ على أنها النقطة المرجعية لوصف الحركة الخطية للجسم. وبالاعتماد على التطبيق المدروس، يمكن أن يكون الاختيار الجيد هو:
1. مركز الكتلة للجسم ككل.
2. أي نقطة يكون فيها الانتقال الخطي معدوماً أو مبسطاً.

## في مجال الهندسة
يقال عن جسمين جاسئين أنهما مختلفان (وليسا منسوخين) إذا لم يكن هناك دوران ملائم من أحدهما للآخر. يدعى الجسم الجاسئ لا متطابقاً مرآويّاً إذا كانت صورته في المرآة مختلفة في هذا المعنى، أي إذا لم يكن له تناظر أو إذا احتوت مجموعة تناظره على اتجاهات دوران ملائمة فقط. في الحالة المعاكسة ندعو الجسم متطابقاً مرآويّاً لأن صورته في الرآة هي نسخة عنه.